# Campeonato Europeo de Baloncesto Masculino de 2011
El Campeonato Europeo de Baloncesto de 2011, universalmente conocido como EuroBasket 2011, fue el 37.º campeonato regional organizado por FIBA Europa. La competición se desarrolló en Lituania entre el 31 de agosto y el 18 de septiembre. Fue la segunda vez que Lituania acogió un Eurobasket (la primera fue en 1939), y la primera desde el restablecimiento de su independencia en 1991.
El torneo fue ganado por la Selección de baloncesto de España derrotando a Francia en la final y revalidando título, tras ganar la edición de 2009.

## Canción
Lituania es el primer país de Eurobasket 2011 que tiene la canción oficial del campeonato. Los cantantes lituanos Mia, Marijonas Mikutavičius y Mantas han creado la canción que se llama "Celebrate Basketball". Hay dos versiones de esta canción: en lituano e inglés.

## Campeonato

Países que participan en el Eurobasket 2011.

### Calendario
El torneo se desarrollará entre el 31 de agosto y el 18 de septiembre de 2011, lo que completa un total de 19 días con tan sólo 2 jornadas de descanso para la competición (los días 7 y 14). La 1.ª fase del evento avanzará durante la primera semana, la 2.ª concluirá al término de la segunda semana y la fase definitiva de eliminatorias se celebrará durante los últimos 5 días del torneo, del 14 al 18 de septiembre.
Con el cambio de sistema de competición en la presente edición, el equipo que conquiste el título continental tendrá que jugar un total de 11 partidos en 19 días naturales.

### Pabellones
Los partidos de grupos se jugarán en cuatro arenas: Švyturio Arena (Klaipėda), Šiauliai Arena (Šiauliai), Cido Arena (Panevėžys) y Alytus Arena en Alytus. Los partidos de clasificación se jugarán en el Siemens Arena de la capital Vilna y en el nuevo pabellón de Žalgiris en Kaunas.
| Vilna                           | Kaunas                           | Klaipėda                        |
| ------------------------------- | -------------------------------- | ------------------------------- |
| Siemens Arena Capacidad: 11,000 | Žalgiris Arena Capacidad: 15,442 | Švyturio Arena Capacidad: 5,486 |
|                                 |                                  |                                 |

| Šiauliai                        | Panevėžys                   | Alytus                        |
| ------------------------------- | --------------------------- | ----------------------------- |
| Šiauliai Arena Capacidad: 5,700 | Cido Arena Capacidad: 7,556 | Alytus Arena Capacidad: 5,500 |
|                                 |                             |                               |

## Primera fase
| GRUPO A      | GRUPO B  | GRUPO C              | GRUPO D   |
| ------------ | -------- | -------------------- | --------- |
| España       | Serbia   | Grecia               | Eslovenia |
| Turquía      | Francia  | Croacia              | Rusia     |
| Lituania     | Alemania | Montenegro           | Bélgica   |
| Gran Bretaña | Israel   | Macedonia del Norte  | Georgia   |
| Polonia      | Italia   | Bosnia y Herzegovina | Bulgaria  |
| Portugal     | Letonia  | Finlandia            | Ucrania   |

- Los partidos del grupo A se jugarán en Panevėžys, los del grupo B en Šiauliai, grupo C en Alytus y grupo D en Klaipėda.

Todos los horarios corresponden a la hora de Lituania (UTC+3).

### Grupo A[3]
|   | Equipo       | Pts | PG | PP | PF  | PC  | Dif |
| - | ------------ | --- | -- | -- | --- | --- | --- |
| 1 | España       | 9   | 4  | 1  | 404 | 364 | 40  |
| 2 | Lituania     | 9   | 4  | 1  | 429 | 374 | 55  |
| 3 | Turquía      | 8   | 3  | 2  | 385 | 333 | 52  |
| 4 | Gran Bretaña | 7   | 2  | 3  | 372 | 410 | −38 |
| 5 | Polonia      | 7   | 2  | 3  | 401 | 424 | −23 |
| 6 | Portugal     | 5   | 0  | 5  | 344 | 430 | −86 |

#### Jornada 1
| 31 de agosto de 2011 | España                                                             | 83–78                                 | Polonia                                         |                                                                |  |
| 15:15                | Parciales: 22–15, 22–16, 17–21, 22–26                              | Parciales: 22–15, 22–16, 17–21, 22–26 | Parciales: 22–15, 22–16, 17–21, 22–26           |                                                                |  |
|                      | Estadísticas P. Gasol 29 P. Gasol, M. Gasol 7 San Emeterio, Sada 3 | Report Pts Reb Asts                   | Estadísticas Koszarek 54 Hrycaniuk 23 Kelati 10 | Pabellón: Cido Arena, Panevėžys Asistencia: 1,800 espectadores |  |

| 31 de agosto de 2011 | Turquía                                               | 79–56                                | Portugal                                          |                                                                |  |
| 17:45                | Parciales: 15–9, 24–18, 25–11, 15–18                  | Parciales: 15–9, 24–18, 25–11, 15–18 | Parciales: 15–9, 24–18, 25–11, 15–18              |                                                                |  |
|                      | Estadísticas Türkoğlu, Kanter 14 İlyasova 8 Tunçeri 6 | Report Pts Reb Asts                  | Estadísticas Évora 18 Évora 18 Miranda, Minhava 3 | Pabellón: Cido Arena, Panevėžys Asistencia: 1,800 espectadores |  |

| 31 de agosto de 2011 | Lituania                                             | 80–69                                | Gran Bretaña                         |                                                                |  |
| 21:00                | Parciales: 19–18, 30–21, 5–18, 26–12                 | Parciales: 19–18, 30–21, 5–18, 26–12 | Parciales: 19–18, 30–21, 5–18, 26–12 |                                                                |  |
|                      | Estadísticas Kaukėnas 16 three players 6 Kalnietis 5 | Report Pts Reb Asts                  | Estadísticas Deng 25 Deng 10 Deng 4  | Pabellón: Cido Arena, Panevėžys Asistencia: 5,500 espectadores |  |

#### Jornada 2
| 1 de septiembre de 2011 | Portugal                                    | 73–87                                 | España                                          | |  |
| 15:15                   | Parciales: 16-26, 20-27, 16-24, 21-10       | Parciales: 16-26, 20-27, 16-24, 21-10 | Parciales: 16-26, 20-27, 16-24, 21-10           | |  |
|                         | Estadísticas Taváres 17 Andrade 7 Minhava 5 | Report Pts Reb Asts                   | Estadísticas P. Gasol 20 M. Gasol 9 Fernández 6 | Pabellón: Cido Arena, Panevėžys Asistencia: 900 espectadores Árbitros: Robert Vyklicky (CZE), Petar Obradovic (BIH), Miroslav Tomov (BUL) |  |

| 1 de septiembre de 2011 | Gran Bretaña                              | 61–90                                 | Turquía                                                 | |  |
| 17:45                   | Parciales: 10-22, 16-22, 17-20, 18-26     | Parciales: 10-22, 16-22, 17-20, 18-26 | Parciales: 10-22, 16-22, 17-20, 18-26                   | |  |
|                         | Estadísticas Deng 22 Deng 8 Van Oostrum 2 | Report Pts Reb Asts                   | Estadísticas Preldzic 15 Ömer Asik 9 Preldzic, Arslan 6 | Pabellón: Cido Arena, Panevėžys Asistencia: 1100 espectadores Árbitros: Sreten Radovic (CRO), Damir Javor (SLO), Petri Mäntylä (FIN) |  |

| 1 de septiembre de 2011 | Polonia                                    | 77–97                                 | Lituania                                           | |  |
| 21:00                   | Parciales: 20-25, 18-28, 14-23, 25-21      | Parciales: 20-25, 18-28, 14-23, 25-21 | Parciales: 20-25, 18-28, 14-23, 25-21              | |  |
|                         | Estadísticas Kelati 16 Lapeta 6 Koszarek 4 | Report Pts Reb Asts                   | Estadísticas Kalnietis 19 Lavrinovic 9 Kalnietis 6 | Pabellón: Cido Arena, Panevėžys Asistencia: 5500 espectadores Árbitros: Spyridon Gontas (GRE), Zoran Sutulovic (MNE), Sergey Mikhaylov (RUS) |  |

#### Jornada 3
| 2 de septiembre de 2011 | España                                       | 86–69                                 | Gran Bretaña                               |                                                              |  |
| 15:15                   | Parciales: 19-16, 19-16, 22-13, 26-24        | Parciales: 19-16, 19-16, 22-13, 26-24 | Parciales: 19-16, 19-16, 22-13, 26-24      |                                                              |  |
|                         | Estadísticas P.Gasol 21 M.Gasol 11 M.Gasol 5 | Report Pts Reb Asts                   | Estadísticas Deng 17 Clark 12 V. Oostrum 6 | Pabellón: Cido Arena, Panevėžys Asistencia: 550 espectadores |  |

| 2 de septiembre de 2011 | Portugal                                            | 73–81                                 | Polonia                                        |                                                               |  |
| 17:45                   | Parciales: 13-10, 23-19, 13-20, 24-32               | Parciales: 13-10, 23-19, 13-20, 24-32 | Parciales: 13-10, 23-19, 13-20, 24-32          |                                                               |  |
|                         | Estadísticas Tavares, Costa 13 Andrade 5 da Silva 4 | Report Pts Reb Asts                   | Estadísticas Koszarek 18 Leonczyk 9 Koszarek 4 | Pabellón: Cido Arena, Panevėžys Asistencia: 1000 espectadores |  |

| 2 de septiembre de 2011 | Turquía                                          | 68–75                                 | Lituania                                           |                                                               |  |
| 21:00                   | Parciales: 17-19, 18-13, 14-19, 19-24            | Parciales: 17-19, 18-13, 14-19, 19-24 | Parciales: 17-19, 18-13, 14-19, 19-24              |                                                               |  |
|                         | Estadísticas Ilyasova 20 Ömer Asik 13 Turkoglu 4 | Report Pts Reb Asts                   | Estadísticas Songaila 12 Javtokas 6 Jasikevicius 7 | Pabellón: Cido Arena, Panevėžys Asistencia: 5500 espectadores |  |

#### Jornada 4
| 4 de septiembre de 2011 | Gran Bretaña                          | 85–73                                 | Portugal                                                                  | |  |
| 15:15                   | Parciales: 16-16, 28-18, 15-11, 26-28 | Parciales: 16-16, 28-18, 15-11, 26-28 | Parciales: 16-16, 28-18, 15-11, 26-28                                     | |  |
|                         | Estadísticas Deng 31 Deng 4 Deng 10   | Report Pts Reb Asts                   | Estadísticas Andrade 24 Andrade, João Santos 10 3 jugadores empatados a 2 | Pabellón: Cido Arena, Panevėžys Asistencia: 800 espectadores Árbitros: Spyridon Gontas (GRE), Petar Obradovic (BIH), Sergiy Zashchuk (UKR) |  |

| 4 de septiembre de 2011 | Polonia                                        | 84–83                                 | Turquía                                      | |  |
| 17:45                   | Parciales: 17–14, 22–21, 22–27, 23–21          | Parciales: 17–14, 22–21, 22–27, 23–21 | Parciales: 17–14, 22–21, 22–27, 23–21        | |  |
|                         | Estadísticas Berisha 21 Hrycaniuk 6 Koszarek 4 | Report Pts Reb Asts                   | Estadísticas Kanter 19 Preldžič 7 Preldžič 4 | Pabellón: Cido Arena, Panevėžys Asistencia: 1,400 espectadores Árbitros: Zoran Sutulovic (MNE), Sergey Mikhaylov (RUS), Miroslav Tomov (BUL) |  |

| 4 de septiembre de 2011 | Lituania                                                           | 79–91                                 | España                                                    | |  |
| 21:00                   | Parciales: 12–31, 24–31, 23–19, 20–10                              | Parciales: 12–31, 24–31, 23–19, 20–10 | Parciales: 12–31, 24–31, 23–19, 20–10                     | |  |
|                         | Estadísticas Valančiūnas 13 Lavrinovič 8 5 jugadores empatados a 3 | Report Pts Reb Asts                   | Estadísticas Navarro 22 Ibaka 9 5 jugadores empatados a 4 | Pabellón: Cido Arena, Panevėžys Asistencia: 7000 espectadores Árbitros: Sreten Radovic (CRO), Damir Javor (SLO), Petri Mäntylä (FIN) |  |

#### Jornada 5
| 5 de septiembre de 2011 | Gran Bretaña                          | 88–81                                 | Polonia                                        |                                                              |  |
| 15:15                   | Parciales: 18-17, 21-14, 16-25, 33-25 | Parciales: 18-17, 21-14, 16-25, 33-25 | Parciales: 18-17, 21-14, 16-25, 33-25          |                                                              |  |
|                         | Estadísticas Deng 28 Deng 14 Deng 6   | Report Pts Reb Asts                   | Estadísticas Berisha 19 Hrycaniuk 7 Koszarek 8 | Pabellón: Cido Arena, Panevėžys Asistencia: 800 espectadores |  |

| 5 de septiembre de 2011 | España                                            | 57–65                                | Turquía                                       |                                                               |  |
| 17:45                   | Parciales: 19-10, 19-25, 17-14, 2-16              | Parciales: 19-10, 19-25, 17-14, 2-16 | Parciales: 19-10, 19-25, 17-14, 2-16          |                                                               |  |
|                         | Estadísticas M. Gasol 12 Navarro, Ibaka 3 Ibaka 8 | Report Pts Reb Asts                  | Estadísticas Preldzic 18 Ilyasova 11 Arslan 6 | Pabellón: Cido Arena, Panevėžys Asistencia: 3500 espectadores |  |

| 5 de septiembre de 2011 | Portugal                                              | 69–98                                 | Lituania                                                                                 |                                                               |  |
| 21:00                   | Parciales: 16-28, 19-13, 15-27, 19-30                 | Parciales: 16-28, 19-13, 15-27, 19-30 | Parciales: 16-28, 19-13, 15-27, 19-30                                                    |                                                               |  |
|                         | Estadísticas Andrade 16 da Silva 5 Fonseca, Andrade 5 | Report Pts Reb Asts                   | Estadísticas Jasikevicius, Pocius 14 Lavrinovic, Valanciunas 7 3 jugadores empatados a 3 | Pabellón: Cido Arena, Panevėžys Asistencia: 5684 espectadores |  |

### Grupo B[4]
|   | Equipo   | Pts | PG | PP | PF  | PC  | Dif |
| - | -------- | --- | -- | -- | --- | --- | --- |
| 1 | Francia  | 10  | 5  | 0  | 438 | 391 | 47  |
| 2 | Serbia   | 9   | 4  | 1  | 432 | 386 | 46  |
| 3 | Alemania | 8   | 3  | 2  | 377 | 357 | 20  |
| 4 | Israel   | 7   | 2  | 3  | 399 | 448 | −49 |
| 5 | Italia   | 6   | 1  | 4  | 380 | 405 | −25 |
| 6 | Letonia  | 5   | 0  | 5  | 385 | 424 | −39 |

#### Jornada 1
| 31 de agosto de 2011 | Serbia                                              | 80–68                                 | Italia                                          |                                                                   |  |
| 15:15                | Parciales: 10–18, 25–11, 22–24, 23–15               | Parciales: 10–18, 25–11, 22–24, 23–15 | Parciales: 10–18, 25–11, 22–24, 23–15           |                                                                   |  |
|                      | Estadísticas Teodosić, Tepić 15 Mačvan 8 Teodosić 8 | Report Pts Reb Asts                   | Estadísticas Bargnani 22 Bargnani 9 Belinelli 5 | Pabellón: Šiauliai Arena, Šiauliai Asistencia: 4,000 espectadores |  |

| 31 de agosto de 2011 | Francia                                | 89–78                                 | Letonia                                  |                                                                   |  |
| 17:45                | Parciales: 18–25, 22–16, 23–18, 26–19  | Parciales: 18–25, 22–16, 23–18, 26–19 | Parciales: 18–25, 22–16, 23–18, 26–19    |                                                                   |  |
|                      | Estadísticas Parker 31 Noah 7 Parker 7 | Report Pts Reb Asts                   | Estadísticas Blūms 32 Šeļakovs 6 Blūms 6 | Pabellón: Šiauliai Arena, Šiauliai Asistencia: 5,000 espectadores |  |

| 31 de agosto de 2011 | Alemania                                   | 91–64                                 | Israel                                   |                                                                     |  |
| 21:00                | Parciales: 15–14, 25–12, 25–17, 26–21      | Parciales: 15–14, 25–12, 25–17, 26–21 | Parciales: 15–14, 25–12, 25–17, 26–21    |                                                                     |  |
|                      | Estadísticas Nowitzki 25 Kaman 10 Hamann 4 | Report Pts Reb Asts                   | Estadísticas Pnini 20 Eliyahu 6 Ohayon 3 | Pabellón: Šiauliai Arena, Šiauliai Asistencia: 125,000 espectadores |  |

#### Jornada 2
| 1 de septiembre de 2011 | Letonia                                                            | 77–92                                | Serbia                                     | |  |
| 15:15                   | Parciales: 7-23, 26-15, 25-32, 19-22                               | Parciales: 7-23, 26-15, 25-32, 19-22 | Parciales: 7-23, 26-15, 25-32, 19-22       | |  |
|                         | Estadísticas Freimanis 19 Freimanis 8 tres jugadores empatados a 3 | Report Pts Reb Asts                  | Estadísticas Krstic 23 Keselj 6 Teodosic 9 | Pabellón: Šiauliai Arena, Šiauliai Asistencia: 2500 espectadores Árbitros: Srdan Dozai (CRO), Marius Ciulin (ROU), David Berekashvili (GEO) |  |

| 1 de septiembre de 2011 | Israel                                                          | 68–85                                 | Francia                                |                                                                  |  |
| 17:45                   | Parciales: 14-24, 21-18, 13-22, 20-21                           | Parciales: 14-24, 21-18, 13-22, 20-21 | Parciales: 14-24, 21-18, 13-22, 20-21  |                                                                  |  |
|                         | Estadísticas Halperin, Eliyahu 15 Burstein, Kadir 4 Gal Mekel 3 | Report Pts Reb Asts                   | Estadísticas Parker 21 Noah 9 Parker 8 | Pabellón: Šiauliai Arena, Šiauliai Asistencia: 2500 espectadores |  |

| 1 de septiembre de 2011 | Italia                                             | 62–76                                 | Alemania                                          |                                                                     |  |
| 21:00                   | Parciales: 18-16, 12-20, 15-10, 17-30              | Parciales: 18-16, 12-20, 15-10, 17-30 | Parciales: 18-16, 12-20, 15-10, 17-30             |                                                                     |  |
|                         | Estadísticas Gallinari 17 Gallinari 11 Belinelli 4 | Report Pts Reb Asts                   | Estadísticas Nowitzki 51 Kaman 19 Schaffartzik 15 | Pabellón: Šiauliai Arena, Šiauliai Asistencia: 222.500 espectadores |  |

#### Jornada 3
| 2 de septiembre de 2011 | Serbia                                                           | 79–80                                 | Israel                                      | |  |
| 15:15                   | Parciales: 22-25, 13-16, 13-23, 31-16                            | Parciales: 22-25, 13-16, 13-23, 31-16 | Parciales: 22-25, 13-16, 13-23, 31-16       | |  |
|                         | Estadísticas Savanović 72 4 jugadores empatados a 67 Teodosić 38 | Report Pts Reb Asts                   | Estadísticas Halperim 10 Kadir 19 Nissim 84 | Pabellón: Šiauliai Arena, Šiauliai Asistencia: 500 espectadores Árbitros: Volodymyr Drabikovsky (UKR), Aleksandar Milojevik (MKD), David Berekashvili (GEO) |  |

| 2 de septiembre de 2011 | Letonia                                           | 62–71                                | Italia                                                        | |  |
| 17:45                   | Parciales: 21-18, 12-13, 20-24, 9-16              | Parciales: 21-18, 12-13, 20-24, 9-16 | Parciales: 21-18, 12-13, 20-24, 9-16                          | |  |
|                         | Estadísticas Kuksiks 19 Strelnieks 8 Strelnieks 4 | Report Pts Reb Asts                  | Estadísticas Bargnani 36 Mancinelli, Gallinari 9 Mancinelli 3 | Pabellón: Šiauliai Arena, Šiauliai Asistencia: 4500 espectadores Árbitros: Christos Christodoulou (GRE), Marius Ciulin (ROU), Anton Makhlin (RUS) |  |

| 2 de septiembre de 2011 | Francia                                | 76–65                                 | Alemania                                                   | |  |
| 21:00                   | Parciales: 12-16, 17-12, 29-12, 18-25  | Parciales: 12-16, 17-12, 29-12, 18-25 | Parciales: 12-16, 17-12, 29-12, 18-25                      | |  |
|                         | Estadísticas Parker 32 Noah 7 Parker 6 | Report Pts Reb Asts                   | Estadísticas Nowitzki 20 Nowitzki 6 Hamann, Schaffartzik 3 | Pabellón: Šiauliai Arena, Šiauliai Asistencia: 233000 espectadores Árbitros: Srdan Dozai (CRO), Ademir Zurapovic (BIH), Apostolos Kalpakas (SWE) |  |

#### Jornada 4
| 4 de septiembre de 2011 | Israel                                         | 91–88                                 | Letonia                                  | |  |
| 15:15                   | Parciales: 23-22, 24-23, 19-22, 25-21          | Parciales: 23-22, 24-23, 19-22, 25-21 | Parciales: 23-22, 24-23, 19-22, 25-21    | |  |
|                         | Estadísticas Eliyahu 26 Eliyahu 10 Gal Mekel 4 | Report Pts Reb Asts                   | Estadísticas Blums 27 Selakovs 9 Blums 6 | Pabellón: Šiauliai Arena, Šiauliai Asistencia: 3500 espectadores Árbitros: Ademir Zurapovic (BIH), Anton Makhlin (RUS), David Berekashvili (GEO) |  |

| 4 de septiembre de 2011 | Italia                                                     | 84–91                                 | Francia                                    | |  |
| 17:45                   | Parciales: 23-20, 25-21, 19-19, 17-31                      | Parciales: 23-20, 25-21, 19-19, 17-31 | Parciales: 23-20, 25-21, 19-19, 17-31      | |  |
|                         | Estadísticas Bargniani 22 Bargniani, Gallinari 5 Hackett 5 | Report Pts Reb Asts                   | Estadísticas Diaw 21 Noah 7 Parker, Diaw 4 | Pabellón: Šiauliai Arena, Šiauliai Asistencia: 3200 espectadores Árbitros: Srdan Dozai (CRO), Marius Ciulin (ROU), Aleksandar Milojevik (MKD) |  |

| 4 de septiembre de 2011 | Alemania                                                    | 64–75                                 | Serbia                                                  | |  |
| 21:00                   | Parciales: 10-17, 18-21, 13-19, 23-18                       | Parciales: 10-17, 18-21, 13-19, 23-18 | Parciales: 10-17, 18-21, 13-19, 23-18                   | |  |
|                         | Estadísticas Nowitzki 25 Kaman 11 3 jugadores empatados a 2 | Report Pts Reb Asts                   | Estadísticas Savanovic 18 Teodosic, Macvan 9 Teodosic 9 | Pabellón: Šiauliai Arena, Šiauliai Asistencia: 3400 espectadores Árbitros: Christos Christodoulou (GRE), Volodymyr Drabikovsky (UKR), Renaud Geller (BEL) |  |

#### Jornada 5
| 5 de septiembre de 2011 | Israel                                         | 96–95                                         | Italia                                           | |  |
| 15:15                   | Parciales: 27-26, 22-15, 30-19, 5-24 +(12-11)  | Parciales: 27-26, 22-15, 30-19, 5-24 +(12-11) | Parciales: 27-26, 22-15, 30-19, 5-24 +(12-11)    | |  |
|                         | Estadísticas Guy Pnini 22 Eliyahu 7 Halperin 5 | Report Pts Reb Asts                           | Estadísticas Bargniani 26 Bargniani 11 Hackett 5 | Pabellón: Šiauliai Arena, Šiauliai Asistencia: 2000 espectadores Árbitros: Ademir Zurapovic (BIH), Apostolos Kalpakas (SWE), Anton Makhlin (RUS) |  |

| 5 de septiembre de 2011 | Letonia                                          | 80–81                                 | Alemania                                                        | |  |
| 17:45                   | Parciales: 14-15, 19-18, 15-23, 32-25            | Parciales: 14-15, 19-18, 15-23, 32-25 | Parciales: 14-15, 19-18, 15-23, 32-25                           | |  |
|                         | Estadísticas Kuksiks 27 Freimanis 7 Jeromanovs 4 | Report Pts Reb Asts                   | Estadísticas 5 jugadores empatados a 11 Kaman 7 Schaffartzik 10 | Pabellón: Šiauliai Arena, Šiauliai Asistencia: 4000 espectadores Árbitros: Marius Ciulin (ROU), Aleksandar Milojevik (MKD), David Berekashvili (GEO) |  |

| 5 de septiembre de 2011 | Serbia                                                 | 96–97                                          | Francia                                        | |  |
| 21:00                   | Parciales: 25-24, 16-19, 23-19, 16-18 +(19-17)         | Parciales: 25-24, 16-19, 23-19, 16-18 +(19-17) | Parciales: 25-24, 16-19, 23-19, 16-18 +(19-17) | |  |
|                         | Estadísticas Keselj 25 Perovic, Savanovic 5 Teodosic 7 | Report Pts Reb Asts                            | Estadísticas Parker 24 Noah 9 Diaw 5           | Pabellón: Šiauliai Arena, Šiauliai Asistencia: 4000 espectadores Árbitros: Christos Christodoulou (GRE), Srdan Dozai (CRO), Renaud Geller (BEL) |  |

### Grupo C[5]
|   | Equipo               | Pts | PG | PP | PF  | PC  | Dif |
| - | -------------------- | --- | -- | -- | --- | --- | --- |
| 1 | Macedonia del Norte  | 9   | 4  | 1  | 362 | 337 | 25  |
| 2 | Grecia               | 9   | 4  | 1  | 360 | 324 | 36  |
| 3 | Finlandia            | 7   | 2  | 3  | 373 | 366 | 7   |
| 4 | Croacia              | 7   | 2  | 3  | 396 | 404 | −8  |
| 5 | Bosnia y Herzegovina | 7   | 2  | 3  | 380 | 409 | −29 |
| 6 | Montenegro           | 6   | 1  | 4  | 357 | 388 | −31 |

#### Jornada 1
| 31 de agosto de 2011 | Montenegro                                          | 70–65                                        | Macedonia del Norte                                      | |  |
| 15:30                | Parciales: 15-14, 10-16, 24-19, 12-12 +(9-4)        | Parciales: 15-14, 10-16, 24-19, 12-12 +(9-4) | Parciales: 15-14, 10-16, 24-19, 12-12 +(9-4)             | |  |
|                      | Estadísticas Dasic 20 Dasic 16 Jeretin, Omar Cook 4 | Report Pts Reb Asts                          | Estadísticas Bo McCalebb 17 Samardziski 11 Bo McCalebb 4 | Pabellón: Alytus Arena, Alytus Asistencia: 700 espectadores Árbitros: Luigi Lamonica (ITA), Marek Cmikiewicz (POL), Emin Mogulkoc (TUR) |  |

| 31 de agosto de 2011 | Grecia                                                   | 76–67                                 | Bosnia y Herzegovina                               | |  |
| 18:00                | Parciales: 15-17, 16-17, 24-15, 21-18                    | Parciales: 15-17, 16-17, 24-15, 21-18 | Parciales: 15-17, 16-17, 24-15, 21-18              | |  |
|                      | Estadísticas Zisis, Calathes 13 Kostas Koufos 10 Zisis 4 | Report Pts Reb Asts                   | Estadísticas Kikanovic 15 Domercant 6 Vasiljevic 5 | Pabellón: Alytus Arena, Alytus Asistencia: 800 espectadores Árbitros: Miguel Pérez Perez (ESP), Milivoje Jovcic (SRB), Juris Kokainis (LAT) |  |

| 31 de agosto de 2011 | Croacia                                                           | 84–79                                 | Finlandia                                 | |  |
| 21:00                | Parciales: 25-26, 16-17, 19-13, 24-23                             | Parciales: 25-26, 16-17, 19-13, 24-23 | Parciales: 25-26, 16-17, 19-13, 24-23     | |  |
|                      | Estadísticas Bogdanovic 27 Ante Tomić 8 3 jugadores empatados a 3 | Report Pts Reb Asts                   | Estadísticas Koponen 14 Kotti 9 Koponen 6 | Pabellón: Alytus Arena, Alytus Asistencia: 800 espectadores Árbitros: Robert Lottermoser (GER), David Chambon (FRA), Fernando Rocha (POR) |  |

#### Jornada 2
| 1 de septiembre de 2011 | Bosnia y Herzegovina                             | 94–86                                 | Montenegro                                     | |  |
| 15:30                   | Parciales: 25-19, 23-22, 19-27, 27-18            | Parciales: 25-19, 23-22, 19-27, 27-18 | Parciales: 25-19, 23-22, 19-27, 27-18          | |  |
|                         | Estadísticas Teletović 23 Vasiljevic 6 Dedovic 5 | Report Pts Reb Asts                   | Estadísticas Pekovic, Cook 16 Dasic 11 Dasic 7 | Pabellón: Alytus Arena, Alytus Asistencia: 500 espectadores Árbitros: Luigi Lamonica (ITA), David Chambon (FRA), Jurgis Laurinavicius (LTU) |  |

| 1 de septiembre de 2011 | Finlandia                                  | 61–81                                 | Grecia                                                | |  |
| 18:00                   | Parciales: 14-20, 18-21, 12-16, 17-24      | Parciales: 14-20, 18-21, 12-16, 17-24 | Parciales: 14-20, 18-21, 12-16, 17-24                 | |  |
|                         | Estadísticas Koponen 21 Kotti 4 Rannikko 4 | Report Pts Reb Asts                   | Estadísticas Bourousis 19 Bourousis 10 Xanthopoulos 6 | Pabellón: Alytus Arena, Alytus Asistencia: 700 espectadores Árbitros: Miguel Perez Perez (ESP), Juris Kokainis (LAT), Emin Mogulkoc (TUR) |  |

| 1 de septiembre de 2011 | Macedonia del Norte                                   | 78–76                                 | Croacia                                 | |  |
| 21:00                   | Parciales: 21-18, 16-23, 23-21, 18-14                 | Parciales: 21-18, 16-23, 23-21, 18-14 | Parciales: 21-18, 16-23, 23-21, 18-14   | |  |
|                         | Estadísticas Bo McCalebb 19 Gechevski 8 Bo McCalebb 5 | Report Pts Reb Asts                   | Estadísticas Draper 13 Tomic 7 Draper 6 | Pabellón: Alytus Arena, Alytus Asistencia: 800 espectadores Árbitros: Robert Lottermoser (GER), Milivoje Jovcic (SRB), Fernando Rocha (POR) |  |

#### Jornada 3
| 3 de septiembre de 2011 | Finlandia                                   | 92–64                                | Bosnia y Herzegovina                                        | |  |
| 15:30                   | Parciales: 24-20, 18-18, 34-18, 16-8        | Parciales: 24-20, 18-18, 34-18, 16-8 | Parciales: 24-20, 18-18, 34-18, 16-8                        | |  |
|                         | Estadísticas Koivisto 17 Salin 7 Rannikko 6 | Report Pts Reb Asts                  | Estadísticas Domercant 25 Domercant, Dedovic 3 Vasiljevic 4 | Pabellón: Alytus Arena, Alytus Asistencia: 1100 espectadores Árbitros: Robert Lottermoser (GER), Milivoje Jovcic (SRB), Fernando Rocha (POR) |  |

| 3 de septiembre de 2011 | Grecia                                                 | 58–78                                 | Macedonia del Norte                                    | |  |
| 18:00                   | Parciales: 18-16, 11-14, 18-20, 11-28                  | Parciales: 18-16, 11-14, 18-20, 11-28 | Parciales: 18-16, 11-14, 18-20, 11-28                  | |  |
|                         | Estadísticas Fotsis 16 Bourousis 10 Zisis, Bourousis 4 | Report Pts Reb Asts                   | Estadísticas Bo McCalebb 27 Pero Antic 8 Bo McCalebb 4 | Pabellón: Alytus Arena, Alytus Asistencia: 2100 espectadores Árbitros: Luigi Lamonica (ITA), David Chambon (FRA), Jurgis Laurinavicius (LTU) |  |

| 3 de septiembre de 2011 | Croacia                                           | 87–81                                 | Montenegro                                          | |  |
| 21:00                   | Parciales: 24-16, 22-26, 21-18, 20-21             | Parciales: 24-16, 22-26, 21-18, 20-21 | Parciales: 24-16, 22-26, 21-18, 20-21               | |  |
|                         | Estadísticas Ante Tomić 26 Ante Tomić 8 Draper 12 | Report Pts Reb Asts                   | Estadísticas Jeretin 18 Vranes, Dasic 6 Omar Cook 8 | Pabellón: Alytus Arena, Alytus Asistencia: 1200 espectadores Árbitros: Miguel Perez Perez (ESP), Marek Cmikiewicz (POL), Emin Mogulkoc (TUR) |  |

#### Jornada 4
| 4 de septiembre de 2011 | Macedonia del Norte                                                     | 72–70                                 | Finlandia                                             | |  |
| 15:30                   | Parciales: 20-21, 18-19, 16-18, 18-12                                   | Parciales: 20-21, 18-19, 16-18, 18-12 | Parciales: 20-21, 18-19, 16-18, 18-12                 | |  |
|                         | Estadísticas Bo McCalebb 18 Pero Antic 19 Vlado Ilievski, Bo McCalebb 4 | Report Pts Reb Asts                   | Estadísticas Koivisto, Koponen 11 Kotti 5 Rannikko 10 | Pabellón: Alytus Arena, Alytus Asistencia: 1200 espectadores Árbitros: Miguel Perez Perez (ESP), Emin Mogulkoc (TUR), Juris Kokainis (LAT) |  |

| 4 de septiembre de 2011 | Montenegro                                  | 55–71                                 | Grecia                                     | |  |
| 18:00                   | Parciales: 18-21, 13-11, 10-26, 14-13       | Parciales: 18-21, 13-11, 10-26, 14-13 | Parciales: 18-21, 13-11, 10-26, 14-13      | |  |
|                         | Estadísticas Pekovic 15 Pekovic 7 Jeretin 3 | Report Pts Reb Asts                   | Estadísticas Koufos 19 Bramos 9 Calathes 6 | Pabellón: Alytus Arena, Alytus Asistencia: 1800 espectadores Árbitros: Robert Lottermoser (GER), Milivoje Jovcic (SRB), Fernando Rocha (POR) |  |

| 4 de septiembre de 2011 | Bosnia y Herzegovina                               | 92–80               | Croacia                                      | |  |
| 21:00                   |                                                    |                     |                                              | |  |
|                         | Estadísticas Teletović 26 Teletović 9 Vasiljevic 7 | Report Pts Reb Asts | Estadísticas Ante Tomić 23 Draper 6 Draper 9 | Pabellón: Alytus Arena, Alytus Asistencia: 1900 espectadores Árbitros: Luigi Lamonica (ITA), Marek Cmikiewicz (POL), Jurgis Laurinavicius (LTU) |  |

#### Jornada 5
| 5 de septiembre de 2011 | Finlandia                                             | 71–65                                 | Montenegro                                        |                                                              |  |
| 15:30                   | Parciales: 25-14, 11-26, 21-14, 14-11                 | Parciales: 25-14, 11-26, 21-14, 14-11 | Parciales: 25-14, 11-26, 21-14, 14-11             |                                                              |  |
|                         | Estadísticas Lee 12 Kotti, Huff 8 Rannikko, Koponen 4 | Report Pts Reb Asts                   | Estadísticas Pekovic 16 Mihailovic 7 Mihailovic 4 | Pabellón: Alytus Arena, Alytus Asistencia: 1350 espectadores |  |

| 5 de septiembre de 2011 | Grecia                                                           | 74–69                                 | Croacia                                          |                                                              |  |
| 18:00                   | Parciales: 25-13, 19-14, 14-18, 16-24                            | Parciales: 25-13, 19-14, 14-18, 16-24 | Parciales: 25-13, 19-14, 14-18, 16-24            |                                                              |  |
|                         | Estadísticas Fotsis, Vasileiadis 17 Calathes 8 Zisis, Calathes 4 | Report Pts Reb Asts                   | Estadísticas Popovic, Barac 14 Andric 8 Draper 5 | Pabellón: Alytus Arena, Alytus Asistencia: 1200 espectadores |  |

| 5 de septiembre de 2011 | Macedonia del Norte                                  | 75–63                                | Bosnia y Herzegovina                                      |                                                             |  |
| 21:00                   | Parciales: 16-17, 19-21, 18-9, 22-16                 | Parciales: 16-17, 19-21, 18-9, 22-16 | Parciales: 16-17, 19-21, 18-9, 22-16                      |                                                             |  |
|                         | Estadísticas Bo McCalebb 22 Pero Antic 14 Ilievski 7 | Report Pts Reb Asts                  | Estadísticas Dedovic 15 Teletović, Dedovic 7 Vasiljevic 7 | Pabellón: Alytus Arena, Alytus Asistencia: 600 espectadores |  |

### Grupo D[6]
|   | Equipo    | Pts | PG | PP | PF  | PC  | Dif |
| - | --------- | --- | -- | -- | --- | --- | --- |
| 1 | Rusia     | 10  | 5  | 0  | 371 | 321 | 50  |
| 2 | Eslovenia | 9   | 4  | 1  | 356 | 324 | 32  |
| 3 | Georgia   | 7   | 2  | 3  | 352 | 343 | 9   |
| 4 | Bulgaria  | 7   | 2  | 3  | 339 | 357 | −18 |
| 5 | Ucrania   | 7   | 2  | 3  | 322 | 327 | −5  |
| 6 | Bélgica   | 5   | 0  | 5  | 304 | 372 | −68 |

#### Jornada 1
| 31 de agosto de 2011 | Bélgica                                              | 59–81                                 | Georgia                                                              | |  |
| 15:30                | Parciales: 11-20, 13-17, 18-21, 17-23                | Parciales: 11-20, 13-17, 18-21, 17-23 | Parciales: 11-20, 13-17, 18-21, 17-23                                | |  |
|                      | Estadísticas Beghin 13 Beghin 6 Beghin, Van Rossom 4 | Report Pts Reb Asts                   | Estadísticas Zaza Pachulia 16 Sanikidze 11 3 jugadores empatados a 4 | Pabellón: Švyturio Arena, Klaipėda Asistencia: 1800 espectadores Árbitros: Ilija Belosevic (SRB), Seffi Shemmesh (ISR), Csaba Cziffra (HUN) |  |

| 31 de agosto de 2011 | Eslovenia                                | 67–59                                 | Bulgaria                                   | |  |
| 18:00                | Parciales: 17-13, 12-12, 18-15, 20-19    | Parciales: 17-13, 12-12, 18-15, 20-19 | Parciales: 17-13, 12-12, 18-15, 20-19      | |  |
|                      | Estadísticas Lorbek 18 Lorbek 9 Dragic 6 | Report Pts Reb Asts                   | Estadísticas Rowland 20 Ivanov 11 Ivanov 2 | Pabellón: Švyturio Arena, Klaipėda Asistencia: 1300 espectadores Árbitros: Juan Arteaga (ESP), Olegs Latisevs (LAT), Tomas Jasevicius (LTU) |  |

| 31 de agosto de 2011 | Rusia                                            | 73–64                                 | Ucrania                                     | |  |
| 21:00                | Parciales: 15-11, 13-13, 25-26, 20-14            | Parciales: 15-11, 13-13, 25-26, 20-14 | Parciales: 15-11, 13-13, 25-26, 20-14       | |  |
|                      | Estadísticas Kirilenko 20 Kirilenko 11 Khryapa 4 | Report Pts Reb Asts                   | Estadísticas Lishchuk 13 Pecherov 9 Bertt 6 | Pabellón: Švyturio Arena, Klaipėda Asistencia: 2300 espectadores Árbitros: Fabio Facchini (ITA), Murat Biricik (TUR), Oliver Krause (GER) |  |

#### Jornada 2
| 1 de septiembre de 2011 | Bulgaria                                    | 68–65                                 | Bélgica                                                | |  |
| 15:30                   | Parciales: 14-13, 18-20, 24-19, 12-13       | Parciales: 14-13, 18-20, 24-19, 12-13 | Parciales: 14-13, 18-20, 24-19, 12-13                  | |  |
|                         | Estadísticas Rowland 22 Videnov 8 Rowland 2 | Report Pts Reb Asts                   | Estadísticas Van Rossom 17 Van Der Spiegel 8 Lauwers 4 | Pabellón: Švyturio Arena, Klaipėda Asistencia: 1000 espectadores Árbitros: Fabio Facchini (ITA), Oliver Krause (GER), Neil Wilkinson (ENG) |  |

| 1 de septiembre de 2011 | Georgia                                               | 58–65                                 | Rusia                                         | |  |
| 18:00                   | Parciales: 16-20, 11-20, 18-12, 13-13                 | Parciales: 16-20, 11-20, 18-12, 13-13 | Parciales: 16-20, 11-20, 18-12, 13-13         | |  |
|                         | Estadísticas Markoishvili 21 Sanikidze 8 Tsintsadze 3 | Report Pts Reb Asts                   | Estadísticas Kirilenko 20 Khryapa 6 Khryapa 7 | Pabellón: Švyturio Arena, Klaipėda Asistencia: 2100 espectadores Árbitros: Juan Arteaga (ESP), Tomas Jasevicius (LTU), Murat Biricik (TUR) |  |

| 1 de septiembre de 2011 | Ucrania                                  | 64–68                                | Eslovenia                                          | |  |
| 21:00                   | Parciales: 12-18, 8-23, 18-16, 26-11     | Parciales: 12-18, 8-23, 18-16, 26-11 | Parciales: 12-18, 8-23, 18-16, 26-11               | |  |
|                         | Estadísticas Bertt 14 Lishchuk 5 Bertt 5 | Report Pts Reb Asts                  | Estadísticas Begic 14 Begic, Edo Muric 7 Lakovic 6 | Pabellón: Švyturio Arena, Klaipėda Asistencia: 2800 espectadores Árbitros: Ilija Belosevic (SRB), Seffi Shemmesh (ISR), Olegs Latisevs (LAT) |  |

#### Jornada 3
| 3 de septiembre de 2011 | Ucrania                                       | 67–56                                 | Bulgaria                                                      |                                                                 |  |
| 15:30                   | Parciales: 16-14, 18-11, 19-13, 14-18         | Parciales: 16-14, 18-11, 19-13, 14-18 | Parciales: 16-14, 18-11, 19-13, 14-18                         |                                                                 |  |
|                         | Estadísticas Kolchenko 18 Kravtsov 10 Bertt 4 | Report Pts Reb Asts                   | Estadísticas Kostov, Videnov 10 Varbanov, Videnov 8 Rowland 5 | Pabellón: Švyturio Arena, Klaipėda Asistencia: 500 espectadores |  |

| 3 de septiembre de 2011 | Eslovenia                                 | 87–75                                 | Georgia                                           |                                                                  |  |
| 18:00                   | Parciales: 15-25, 25-15, 19-18, 28-17     | Parciales: 15-25, 25-15, 19-18, 28-17 | Parciales: 15-25, 25-15, 19-18, 28-17             |                                                                  |  |
|                         | Estadísticas Lakovic 22 Lorbek 6 Dragic 5 | Report Pts Reb Asts                   | Estadísticas Pachulia 22 Shengelia 7 Tsintsadze 6 | Pabellón: Švyturio Arena, Klaipėda Asistencia: 3500 espectadores |  |

| 3 de septiembre de 2011 | Rusia                                     | 79–58                                 | Bélgica                                                      |                                                                  |  |
| 21:00                   | Parciales: 21-16, 16-16, 20-16, 22-10     | Parciales: 21-16, 16-16, 20-16, 22-10 | Parciales: 21-16, 16-16, 20-16, 22-10                        |                                                                  |  |
|                         | Estadísticas Fridzon 22 Jriapa 10 Býkov 7 | Report Pts Reb Asts                   | Estadísticas Faison 14 De Zeeuw 12 3 jugadores empatados a 2 | Pabellón: Švyturio Arena, Klaipėda Asistencia: 2200 espectadores |  |

#### Jornada 4
| 4 de septiembre de 2011 | Georgia                                                              | 69–53               | Ucrania                                                                        | |  |
| 15:30                   |                                                                      |                     |                                                                                | |  |
|                         | Estadísticas Tsintsadze, Markoishvili 14 Sanikizde 12 Markoishvili 5 | Report Pts Reb Asts | Estadísticas Pecherov, Bertt 11 3 jugadores empatados a 4 Zabirchenko, Bertt 5 | Pabellón: Švyturio Arena, Klaipėda Asistencia: 1800 espectadores Árbitros: Fabio Facchini (ITA), Olegs Latisevs (LAT), Murat Biricik (TUR) |  |

| 4 de septiembre de 2011 | Bulgaria                                        | 77–89                                 | Rusia                                                         | |  |
| 18:00                   | Parciales: 18-23, 20-19, 21-25, 18-22           | Parciales: 18-23, 20-19, 21-25, 18-22 | Parciales: 18-23, 20-19, 21-25, 18-22                         | |  |
|                         | Estadísticas D. Ivanov 23 K. Ivanov 8 Rowland 4 | Report Pts Reb Asts                   | Estadísticas Kirilenko 25 3 jugadores empatados a 5 Khryapa 8 | Pabellón: Švyturio Arena, Klaipėda Asistencia: 2100 espectadores Árbitros: Juan Arteaga (ESP), Seffi Shemmesh (ISR), Csaba Cziffra (HUN) |  |

| 4 de septiembre de 2011 | Bélgica                                                        | 61–70                                 | Eslovenia                                                | |  |
| 21:00                   | Parciales: 15-14, 15-15, 17-21, 14-20                          | Parciales: 15-14, 15-15, 17-21, 14-20 | Parciales: 15-14, 15-15, 17-21, 14-20                    | |  |
|                         | Estadísticas Van Den Spiegel 16 Van Den Spiegel 7 Van Rossom 7 | Report Pts Reb Asts                   | Estadísticas Dragic 18 Begic 7 3 jugadores empatados a 3 | Pabellón: Švyturio Arena, Klaipėda Asistencia: 2800 espectadores Árbitros: Ilija Belosevic (SRB), Tomas Jasevicius (LTU), Neil Wilkinson (ENG) |  |

#### Jornada 5
| 5 de septiembre de 2011 | Georgia                                                  | 69–79                                 | Bulgaria                                   | |  |
| 15:30                   | Parciales: 15-19, 22-15, 18-18, 14-27                    | Parciales: 15-19, 22-15, 18-18, 14-27 | Parciales: 15-19, 22-15, 18-18, 14-27      | |  |
|                         | Estadísticas Sanikidze 18 Sanikidze 9 Boisa, Sanikidze 3 | Report Pts Reb Asts                   | Estadísticas Rowland 25 Ivanov 9 Videnov 7 | Pabellón: Švyturio Arena, Klaipėda Asistencia: 2000 espectadores Árbitros: Fabio Facchini (ITA), Tomas Jasevicius (LTU), Oliver Krause (GER) |  |

| 5 de septiembre de 2011 | Eslovenia                                | 64–65                                | Rusia                                        | |  |
| 18:00                   | Parciales: 19-16, 21-18, 15-19, 9-12     | Parciales: 19-16, 21-18, 15-19, 9-12 | Parciales: 19-16, 21-18, 15-19, 9-12         | |  |
|                         | Estadísticas Lorbek 14 Slokar 9 Lorbek 5 | Report Pts Reb Asts                  | Estadísticas Vorontsevich 18 Monya 7 Bykov 5 | Pabellón: Švyturio Arena, Klaipėda Asistencia: 4300 espectadores Árbitros: Juan Arteaga (ESP), Ilija Belosevic (SRB), Olegs Latisevs (LAT) |  |

| 5 de septiembre de 2011 | Ucrania                                         | 74–61                                 | Bélgica                                         | |  |
| 21:00                   | Parciales: 13-16, 30-10, 13-13, 18-22           | Parciales: 13-16, 30-10, 13-13, 18-22 | Parciales: 13-16, 30-10, 13-13, 18-22           | |  |
|                         | Estadísticas Pecherov 15 Kravtsov 16 Lukashov 6 | Report Pts Reb Asts                   | Estadísticas Van Rossom 17 De Zeeuw 6 Lauwers 6 | Pabellón: Švyturio Arena, Klaipėda Asistencia: 1300 espectadores Árbitros: Seffi Shemmesh (ISR), Murat Biricik (TUR), Neil Wilkinson (ENG) |  |

## Segunda fase
Los 12 equipos que llegan a esta ronda mantienen los resultados de puntuación, victorias y derrotas y puntos a favor y en contra que consiguieron con los equipos que pasan a esta segunda fase de sus respectivos grupos y no se vuelven a enfrentar entre sí, solamente se enfrentan a los equipos contra los que no se hayan enfrentado en la primera fase. Los 12 equipos se distribuyen en 2 grupos de 6. Se clasifican para cuartos de final los 4 primeros de cada grupo.

### Grupo E
|   | Equipo   | Pts | PG | PP | PF  | PC  | Dif |
| - | -------- | --- | -- | -- | --- | --- | --- |
| 1 | España   | 9   | 4  | 1  | 405 | 340 | 65  |
| 2 | Francia  | 9   | 4  | 1  | 383 | 388 | −5  |
| 3 | Lituania | 8   | 3  | 2  | 405 | 397 | 8   |
| 4 | Serbia   | 7   | 2  | 3  | 388 | 412 | −24 |
| 5 | Alemania | 6   | 1  | 4  | 345 | 379 | −34 |
| 6 | Turquía  | 6   | 1  | 4  | 331 | 341 | −10 |

#### Jornada 1
| 7 de septiembre de 2011 | Alemania                                         | 68–77                                 | España                                                   | |  |
| 15:30                   | Parciales: 15–16, 18–20, 22–20, 13–21            | Parciales: 15–16, 18–20, 22–20, 13–21 | Parciales: 15–16, 18–20, 22–20, 13–21                    | |  |
|                         | Estadísticas Nowitzki 34 Kaman 12 Schaffartzik 3 | Report Pts Reb Asts                   | Estadísticas M. Gasol 24 P. Gasol 7 Fernández, Navarro 5 | Pabellón: Siemens Arena, Vilna Asistencia: 3,500 espectadores Árbitros: Christodoulou, Christos Rocha, Fernando Cmikiewick, Marek |  |

| 7 de septiembre de 2011 | Francia                                  | 68–64                                 | Turquía                                    | |  |
| 17:00                   | Parciales: 14-12, 19-13, 26-17, 11-20    | Parciales: 14-12, 19-13, 26-17, 11-20 | Parciales: 14-12, 19-13, 26-17, 11-20      | |  |
|                         | Estadísticas Parker 20 Parker 6 Parker 5 | Report Pts Reb Asts                   | Estadísticas Türkoglu 13 Asik 11 Tunçeri 3 | Pabellón: Siemens Arena, Vilna Asistencia: 5,500 espectadores Árbitros: Facchini, Fabio Shemmesh, Seffi Mikhaylov, Sergey |  |

| 7 de septiembre de 2011 | Serbia                                     | 90–100                                | Lituania                                                        | |  |
| 21:00                   | Parciales: 24-26, 20-28, 24-24, 22-22      | Parciales: 24-26, 20-28, 24-24, 22-22 | Parciales: 24-26, 20-28, 24-24, 22-22                           | |  |
|                         | Estadísticas Kristic 21 Teodosic 4 Rasic 4 | Report Pts Reb Asts                   | Estadísticas Kalnietis 19 Jankunas 7 Jasikevicius y Kalnietis 7 | Pabellón: Siemens Arena, Vilna Asistencia: 11,000 espectadores Árbitros: Lamonica, Luigi Javor, Damir Latisevs, Olegs |  |

#### Jornada 2
| 9 de septiembre de 2011 | España                                         | 84–59                                 | Serbia                                               | |  |
| 15:30                   | Parciales: 23-14, 20-18, 27-17, 14-10          | Parciales: 23-14, 20-18, 27-17, 14-10 | Parciales: 23-14, 20-18, 27-17, 14-10                | |  |
|                         | Estadísticas P. Gasol 26 M. Gasol 10 Navarro 5 | Report Pts Reb Asts                   | Estadísticas Krstic 12 Krstic 7 Teodosic, Markovic 6 | Pabellón: Siemens Arena, Vilna Asistencia: 4000 espectadores Árbitros: Facchini, Fabio Gontas, Spyridon Kalpakas, Apostolos |  |

| 9 de septiembre de 2011 | Alemania                                                | 73–67                                | Turquía                                 | |  |
| 18:00                   | Parciales: 6-13, 17-13, 25-20, 25-21                    | Parciales: 6-13, 17-13, 25-20, 25-21 | Parciales: 6-13, 17-13, 25-20, 25-21    | |  |
|                         | Estadísticas Kaman 20 Nowitzki y Kaman 7 Schaffartzik 5 | Report Pts Reb Asts                  | Estadísticas Asik 19 Asik 11 Türkoglu 3 | Pabellón: Siemens Arena, Vilna Asistencia: 6000 espectadores Árbitros: Lamonica, Luigi Vyklicky, Robert Milojevik, Aleksandar |  |

| 9 de septiembre de 2011 | Lituania                                           | 67–73                                | Francia                                   | |  |
| 21:00                   | Parciales: 16-18, 12-16, 18-9, 21-30               | Parciales: 16-18, 12-16, 18-9, 21-30 | Parciales: 16-18, 12-16, 18-9, 21-30      | |  |
|                         | Estadísticas Jasaitis 13 Jankunas 9 Jasikevicius 6 | Report Pts Reb Asts                  | Estadísticas de Colo 21 Noah 13 Nicolas 3 | Pabellón: Siemens Arena, Vilna Asistencia: 11000 espectadores Árbitros: Christodoulou, Christos Rocha, Fernando Mäntylä, Petri |  |

#### Jornada 3
| 11 de septiembre de 2011 | Serbia                                                | 68–67                                 | Turquía                                                 | |  |
| 15:30                    | Parciales: 18-11, 17-16, 21-26, 12-14                 | Parciales: 18-11, 17-16, 21-26, 12-14 | Parciales: 18-11, 17-16, 21-26, 12-14                   | |  |
|                          | Estadísticas Teodosić 20 Tepić, Teodosić 8 Teodosić 5 | Report Pts Reb Asts                   | Estadísticas Onan, Kanter 11 Aşık 10 Arslan, Türkoğlu 2 | Pabellón: Siemens Arena, Vilna Asistencia: 3000 espectadores Árbitros: Lamonica, Luigi Javor, Damir Mäntylä, Petri |  |

| 11 de septiembre de 2011 | Francia                                          | 69–96                                 | España                                      | |  |
| 18:00                    | Parciales: 22-21, 16-18, 10-29, 21-28            | Parciales: 22-21, 16-18, 10-29, 21-28 | Parciales: 22-21, 16-18, 10-29, 21-28       | |  |
|                          | Estadísticas Seraphin 18 Diaw 5 Batum, de Colo 2 | Report Pts Reb Asts                   | Estadísticas Navarro 16 Ibaka 7 Fernández 6 | Pabellón: Siemens Arena, Vilna Asistencia: 7000 espectadores Árbitros: Radovic, Sreten Latisevs, Olegs Tomov, Miroslav |  |

| 11 de septiembre de 2011 | Lituania                                           | 84–75                                 | Alemania                               | |  |
| 21:00                    | Parciales: 21-17, 16-16, 21-19, 26-23              | Parciales: 21-17, 16-16, 21-19, 26-23 | Parciales: 21-17, 16-16, 21-19, 26-23  | |  |
|                          | Estadísticas Kaukėnas 19 Jasaitis 9 Jasikevičius 4 | Report Pts Reb Asts                   | Estadísticas Kaman 25 Kaman 11 Kaman 2 | Pabellón: Siemens Arena, Vilna Asistencia: 11000 espectadores Árbitros: Facchini, Fabio Gontas, Spyridon Mikhaylov, Sergey |  |

### Grupo F
|   | Equipo              | Pts | PG | PP | PF  | PC  | Dif |
| - | ------------------- | --- | -- | -- | --- | --- | --- |
| 1 | Rusia               | 10  | 5  | 0  | 355 | 310 | 45  |
| 2 | Macedonia del Norte | 9   | 4  | 1  | 338 | 313 | 25  |
| 3 | Grecia              | 8   | 3  | 2  | 348 | 336 | 12  |
| 4 | Eslovenia           | 7   | 2  | 3  | 337 | 337 | 0   |
| 5 | Finlandia           | 6   | 1  | 4  | 338 | 372 | −34 |
| 6 | Georgia             | 5   | 0  | 5  | 329 | 377 | −48 |

#### Jornada 1
| 8 de septiembre de 2011 | Georgia                                                   | 63–65                                 | Macedonia del Norte                         | |  |
| 15:30                   | Parciales: 12-13, 14-16, 18-25, 19-11                     | Parciales: 12-13, 14-16, 18-25, 19-11 | Parciales: 12-13, 14-16, 18-25, 19-11       | |  |
|                         | Estadísticas Tskitishvili 20 Tskitishvili 10 Tsintsadze 3 | Report Pts Reb Asts                   | Estadísticas McCalebb 27 Antic 7 McCalebb 4 | Pabellón: Siemens Arena, Vilna Asistencia: 3,000 espectadores Árbitros: Lottermoser, Robert Zurapovic, Ademir Ciulin, Marius |  |

| 8 de septiembre de 2011 | Finlandia                                         | 60–79                                | Rusia                                                  | |  |
| 18:00                   | Parciales: 14-18, 6-15, 18-25, 22-20              | Parciales: 14-18, 6-15, 18-25, 22-20 | Parciales: 14-18, 6-15, 18-25, 22-20                   | |  |
|                         | Estadísticas Huff 14 Nikkilä y Kotti 7 Muurinen 3 | Report Pts Reb Asts                  | Estadísticas Kirilenko 14 Khryapa y Monya 5 Khryapa 11 | Pabellón: Siemens Arena, Vilna Asistencia: 3,000 espectadores Árbitros: Pérez Pérez, Miguel Dozai, Srdan, Ademir Jasevicius, Tomas |  |

| 8 de septiembre de 2011 | Eslovenia                                  | 60–69                                | Grecia                                       | |  |
| 21:00                   | Parciales: 13-18, 12-19, 21-7, 14-25       | Parciales: 13-18, 12-19, 21-7, 14-25 | Parciales: 13-18, 12-19, 21-7, 14-25         | |  |
|                         | Estadísticas Lakovic 14 Begic 12 Lakovic 3 | Report Pts Reb Asts                  | Estadísticas Zisis 19 Koufos 8 Vasileiadis 4 | Pabellón: Siemens Arena, Vilna Asistencia: 6,000 espectadores Árbitros: Arteaga, Juan Radovic, Sreten Gueller, Renaud |  |

#### Jornada 2
| 10 de septiembre de 2011 | Georgia                                             | 73–87                                 | Finlandia                                      | |  |
| 15:30                    | Parciales: 13-22, 20-14, 19-25, 21-26               | Parciales: 13-22, 20-14, 19-25, 21-26 | Parciales: 13-22, 20-14, 19-25, 21-26          | |  |
|                          | Estadísticas Sanikidze 16 Sanikidze 9 Gamqrelidze 5 | Report Pts Reb Asts                   | Estadísticas Koivisto 14 Muurinen 9 Rannikko 6 | Pabellón: Siemens Arena, Vilna Asistencia: 3000 espectadores Árbitros: Arteaga, Juan Mogulcob, Emin Drabikovsky, Volodymyr |  |

| 10 de septiembre de 2011 | Macedonia del Norte                         | 68–59                                 | Eslovenia                                        | |  |
| 18:00                    | Parciales: 20-16, 19-15, 15-11, 14-17       | Parciales: 20-16, 19-15, 15-11, 14-17 | Parciales: 20-16, 19-15, 15-11, 14-17            | |  |
|                          | Estadísticas McCalebb 19 Antic 6 Ilievski 5 | Report Pts Reb Asts                   | Estadísticas Dragic 20 Begic y Dragic 7 Dragic 3 | Pabellón: Siemens Arena, Vilna Asistencia: 5000 espectadores Árbitros: Pérez Pérez , Miguel Chambon, David Biricik, Murat |  |

| 10 de septiembre de 2011 | Grecia                                                     | 67–83                                 | Rusia                                                    | |  |
| 21:00                    | Parciales: 16-15, 23-27, 18-23, 10-18                      | Parciales: 16-15, 23-27, 18-23, 10-18 | Parciales: 16-15, 23-27, 18-23, 10-18                    | |  |
|                          | Estadísticas Koufos 15 Fotsis y Papanikolaou 4 Bourousis 3 | Report Pts Reb Asts                   | Estadísticas Mozgov 19 Kirilenko 8 Kirilenko y Khryapa 5 | Pabellón: Siemens Arena, Vilna Asistencia: 5000 espectadores Árbitros: Belosevic, Ilija Lottermoser, Robert Kokainis, Juris |  |

#### Jornada 3
| 12 de septiembre de 2011 | Eslovenia                                       | 67–60                                 | Finlandia                                 | |  |
| 15:30                    | Parciales: 14-12, 28-16, 12-20, 13-12           | Parciales: 14-12, 28-16, 12-20, 13-12 | Parciales: 14-12, 28-16, 12-20, 13-12     | |  |
|                          | Estadísticas Lorbek 14 Begić, Slokar 8 Dragić 4 | Report Pts Reb Asts                   | Estadísticas Koponen 14 Kotti 7 Koponen 3 | Pabellón: Siemens Arena, Vilna Asistencia: 1000 espectadores Árbitros: Pérez Pérez, Miguel Lottermoser, Robert Cmikiewicz, Marek |  |

| 12 de septiembre de 2011 | Grecia                                        | 73–60                                 | Georgia                                                       | |  |
| 18:00                    | Parciales: 12-13, 20-22, 19-12, 22-13         | Parciales: 12-13, 20-22, 19-12, 22-13 | Parciales: 12-13, 20-22, 19-12, 22-13                         | |  |
|                          | Estadísticas Vasileiadis 15 Fotsis 4 Bramos 3 | Report Pts Reb Asts                   | Estadísticas Haynes, Shengelia 11 Shermadini 14 Gamqrelidze 3 | Pabellón: Siemens Arena, Vilna Asistencia: 1200 espectadores Árbitros: Belosevic, Ilija Zurapovic, Ademir Ciulin, Marius |  |

| 12 de septiembre de 2011 | Rusia                                        | 63–61                                 | Macedonia del Norte                       | |  |
| 21:00                    | Parciales: 19-20, 18-14, 14-15, 12-12        | Parciales: 19-20, 18-14, 14-15, 12-12 | Parciales: 19-20, 18-14, 14-15, 12-12     | |  |
|                          | Estadísticas Shved 14 Vorontsevich 8 Shved 4 | Report Pts Reb Asts                   | Estadísticas McCalebb 16 Antić 10 Antić 5 | Pabellón: Siemens Arena, Vilna Asistencia: 3500 espectadores Árbitros: Arteaga, Juan Dozai, Srdan Mogulcob, Emin |  |

## Fase final
Todos los partidos de la fase final se jugarán en: Žalgiris Arena, Kaunas
|  | Cuartos de final    | Cuartos de final    |                  |       | Semifinales            | Semifinales            |  |  | Final            | Final |
|  |                     |                     |                  |       |                        |                        |  |  |                  |       |
|  | 14 de septiembre    |                     |                  |       |                        |                        |  |  |                  |       |
|  |                     |                     |                  |       |                        |                        |  |  |                  |       |
|  | España              | 86                  |                  |       |                        |                        |  |  |                  |       |
|  | España              | 86                  | 16 de septiembre |       |                        |                        |  |  |                  |       |
|  | Eslovenia           | 64                  |                  |       |                        |                        |  |  |                  |       |
|  | Eslovenia           | 64                  | España           | 92    |                        |                        |  |  |                  |       |
|  | 14 de septiembre    |                     | España           | 92    |                        |                        |  |  |                  |       |
|  |                     | Macedonia del Norte | 80               |       |                        |                        |  |  |                  |       |
|  | Macedonia del Norte | Macedonia del Norte | 80               | 67    |                        |                        |  |  |                  |       |
|  | Macedonia del Norte |                     | 18 de septiembre | 67    |                        |                        |  |  |                  |       |
|  | Lituania            | 65                  |                  |       |                        |                        |  |  |                  |       |
|  | Lituania            | 65                  | España           | 98    |                        |                        |  |  |                  |       |
|  | 15 de septiembre    |                     | España           | 98    |                        |                        |  |  |                  |       |
|  |                     | Francia             | 85               |       |                        |                        |  |  |                  |       |
|  | Rusia               | Francia             | 85               | 77    |                        |                        |  |  |                  |       |
|  | Rusia               | 16 de septiembre    |                  | 77    |                        |                        |  |  |                  |       |
|  | Serbia              | 67                  |                  |       |                        |                        |  |  |                  |       |
|  | Serbia              | 67                  | Rusia            | 71    | Tercer y cuarto puesto | Tercer y cuarto puesto |  |  |                  |       |
|  | 15 de septiembre    |                     | Rusia            | 71    | Tercer y cuarto puesto | Tercer y cuarto puesto |  |  |                  |       |
|  |                     | Francia             | 79               |       |                        |                        |  |  |                  |       |
|  | Francia             | Francia             | 79               | 64    | Macedonia del Norte    | 68                     |  |  |                  |       |
|  | Francia             |                     |                  | 64    | Macedonia del Norte    | 68                     |  |  |                  |       |
|  | Grecia              | 56                  |                  | Rusia | 72                     |                        |  |  |                  |       |
|  | Grecia              | 56                  |                  |       | 72                     |                        |  |  |                  |       |
|  |                     |                     |                  |       |                        |                        |  |  | 18 de septiembre |       |
|  |                     |                     |                  |       |                        |                        |  |  |                  |       |

5º puesto
|  | Perdedores de cuartos | Perdedores de cuartos |    |                  | 5º puesto        | 5º puesto |  |
|  |                       |                       |    |                  |                  |           |  |
|  |                       |                       |    |                  |                  |           |  |
|  | 15 de septiembre      |                       |    |                  |                  |           |  |
|  | Eslovenia             | 77                    |    |                  |                  |           |  |
|  | Lituania              | 80                    |    |                  |                  |           |  |
|  |                       |                       |    |                  |                  |           |  |
|  |                       |                       |    |                  | 17 de septiembre |           |  |
|  |                       |                       |    |                  | Lituania         | 73        |  |
|  |                       | Grecia                | 69 |                  |                  |           |  |
|  |                       |                       |    |                  |                  |           |  |
|  |                       |                       |    |                  |                  |           |  |
|  |                       |                       |    |                  | 7º puesto        |           |  |
|  | 16 de septiembre      | 16 de septiembre      |    | 17 de septiembre | 17 de septiembre |           |  |
|  | Serbia                | 77                    |    | Eslovenia        | 72               |           |  |
|  | Grecia                | 87                    |    |                  | Serbia           | 68        |  |

### Cuartos de final
| 14 de septiembre | España                                                        | 86–64                                | Eslovenia                                      | |  |
| 18:00            | Parciales: 16-23, 19-8, 36-14, 15-19                          | Parciales: 16-23, 19-8, 36-14, 15-19 | Parciales: 16-23, 19-8, 36-14, 15-19           | |  |
|                  | Estadísticas Navarro 26 P. Gasol 16 4 jugadores empatados a 3 | Report Pts Reb Asts                  | Estadísticas Dragic 14 Begic, Dragic 5 Udrih 3 | Pabellón: Žalgiris Arena, Kaunas Asistencia: 11000 espectadores Árbitros: Christodoulou, Christos Belosevic, Ilija Latisevs, Olegs |  |

| 14 de septiembre | Macedonia del Norte                                | 67–65                                 | Lituania                                            | |  |
| 21:00            | Parciales: 18-20, 12-14, 19-18, 18-13              | Parciales: 18-20, 12-14, 19-18, 18-13 | Parciales: 18-20, 12-14, 19-18, 18-13               | |  |
|                  | Estadísticas McCalebb 23 Samardziski 10 Ilievski 3 | Report Pts Reb Asts                   | Estadísticas Javtokas 13 Kalnietis 9 Jasikevicius 5 | Pabellón: Žalgiris Arena, Kaunas Asistencia: 15000 espectadores Árbitros: Lamonica, Luigi Javor, Damir Rocha, Fernando |  |

| 15 de septiembre | Francia                                      | 64–56                                 | Grecia                                         | |  |
| 18:00            | Parciales: 14-17, 13-14, 13-12, 24-13        | Parciales: 14-17, 13-14, 13-12, 24-13 | Parciales: 14-17, 13-14, 13-12, 24-13          | |  |
|                  | Estadísticas Parker 18 Noah 8 Parker, Diaw 3 | Report Pts Reb Asts                   | Estadísticas Bourousis 17 Bourousis 11 Zisis 5 | Pabellón: Žalgiris Arena, Kaunas Asistencia: 9000 espectadores Árbitros: Arteaga, Juan Radovic, Sreten Mäntylä, Petri |  |

| 15 de septiembre | Rusia                                              | 77–67                                 | Serbia                                                         | |  |
| 21:00            | Parciales: 16-12, 18-15, 20-21, 23-19              | Parciales: 16-12, 18-15, 20-21, 23-19 | Parciales: 16-12, 18-15, 20-21, 23-19                          | |  |
|                  | Estadísticas Kirilenko 14 Kirilenko 11 Kirilenko 6 | Report Pts Reb Asts                   | Estadísticas Teodosić 20 Krstić, Kešelj 5 Teodosić, Marković 3 | Pabellón: Žalgiris Arena, Kaunas Asistencia: 11500 espectadores Árbitros: Pérez Pérez, Miguel Lottermoser, Robert Zurapovic, Ademir |  |

### Clasificación 5–8
| 15 de septiembre | Eslovenia                                                 | 77–80                                 | Lituania                                               | |  |
| 15:30            | Parciales: 20-19, 13-25, 24-19, 20-17                     | Parciales: 20-19, 13-25, 24-19, 20-17 | Parciales: 20-19, 13-25, 24-19, 20-17                  | |  |
|                  | Estadísticas Lorbek, Dragic 16 Smodis 6 Lakovic, Dragic 4 | Report Pts Reb Asts                   | Estadísticas Kalnietis 17 Valanciunas 6 Jasikevicius 7 | Pabellón: Žalgiris Arena, Kaunas Asistencia: 11000 espectadores Árbitros: Facchini, Fabio Dozai, Srdan Gontas, Spyridon |  |

| 16 de septiembre | Grecia                                                       | 87–77                                | Serbia                                                      | |  |
| 15:00            | Parciales: 34-8, 14-18, 16-22, 23-29                         | Parciales: 34-8, 14-18, 16-22, 23-29 | Parciales: 34-8, 14-18, 16-22, 23-29                        | |  |
|                  | Estadísticas Bourousis 27 Fotsis, Papanikolaou 8 Calathes 10 | Report Pts Reb Asts                  | Estadísticas Kešelj 22 Kešelj, Perović, Mačvan 4 Teodosić 7 | Pabellón: Žalgiris Arena, Kaunas Asistencia: 1500 espectadores Árbitros: Radovic, Sreten Javor, Damir Mikhaylov, Sergey |  |

### Semifinales
| 16 de septiembre | España                                         | 92–80                                 | Macedonia del Norte                         |                                                                 |  |
| 17:30            | Parciales: 26-18, 18-27, 27-17, 21-18          | Parciales: 26-18, 18-27, 27-17, 21-18 | Parciales: 26-18, 18-27, 27-17, 21-18       |                                                                 |  |
|                  | Estadísticas Navarro 35 P. Gasol 17 M. Gasol 5 | Report Pts Reb Asts                   | Estadísticas McCalebb 25 Antic 9 McCalebb 5 | Pabellón: Žalgiris Arena, Kaunas Asistencia: 11000 espectadores |  |

| 16 de septiembre | Francia                               | 79–71                                 | Rusia                                        | |  |
| 21:00            | Parciales: 17-16, 22-18, 16-13, 24-24 | Parciales: 17-16, 22-18, 16-13, 24-24 | Parciales: 17-16, 22-18, 16-13, 24-24        | |  |
|                  | Estadísticas Parker 22 Noah 8 Batum 4 | Report Pts Reb Asts                   | Estadísticas Kirilenko 21 Mozgov 4 Khryapa 5 | Pabellón: Žalgiris Arena, Kaunas Asistencia: 14000 espectadores Árbitros: Lamonica, Luigi Belosevic, Ilija Christodoulou, Christos |  |

### Partido por el 7º puesto
| 17 de septiembre | Eslovenia                               | 72–68                                | Serbia                                                | |  |
| 18:00            | Parciales: 27-20, 17-19, 20-12, 8-17    | Parciales: 27-20, 17-19, 20-12, 8-17 | Parciales: 27-20, 17-19, 20-12, 8-17                  | |  |
|                  | Estadísticas Dragic 21 Begic 9 Ozbolt 4 | Report Pts Reb Asts                  | Estadísticas Perovic 13 Bjelica 9 Markovic, Bjelica 5 | Pabellón: Žalgiris Arena, Kaunas Asistencia: 5000 espectadores Árbitros: Srdan Dozai Emin Mogulkoc Tomas Jasevicius |  |

### Partido por el 5º puesto
| 17 de septiembre | Lituania                                       | 73–69                                 | Grecia                                        | |  |
| 21:00            | Parciales: 14-20, 18-17, 24-11, 17-21          | Parciales: 14-20, 18-17, 24-11, 17-21 | Parciales: 14-20, 18-17, 24-11, 17-21         | |  |
|                  | Estadísticas Pocius 13 Javtokas 10 Kalnietis 3 | Report Pts Reb Asts                   | Estadísticas Calathes 16 Fotsis 10 Calathes 7 | Pabellón: Žalgiris Arena, Kaunas Asistencia: 14000 espectadores Árbitros: Miguel Pérez Pérez David Chambon Marius Ciulin |  |

### Partido por el3.erpuesto
| 18 de septiembre | Macedonia del Norte                         | 68–72                                 | Rusia                                     |                                                                 |  |
| 17:30            | Parciales: 13-17, 17-19, 20-16, 18-20       | Parciales: 13-17, 17-19, 20-16, 18-20 | Parciales: 13-17, 17-19, 20-16, 18-20     |                                                                 |  |
|                  | Estadísticas McCalebb 22 Antic 5 Ilievski 4 | Report Pts Reb Asts                   | Estadísticas Kirilenko 18 Monya 8 Bykov 5 | Pabellón: Žalgiris Arena, Kaunas Asistencia: 11000 espectadores |  |

### Final
| 18 de septiembre, 20:00 | España                                        | 98–85                                 | Francia                               | |  |
| 21:00                   | Parciales: 25–20, 25–21, 25–21, 23–23         | Parciales: 25–20, 25–21, 25–21, 23–23 | Parciales: 25–20, 25–21, 25–21, 23–23 | |  |
|                         | Estadísticas Navarro 27 P. Gasol 10 Navarro 5 | Reporte Pts Reb Asts                  | Estadísticas Parker 26 Noah 8 Diaw 7  | Pabellón: Žalgiris Arena, Kaunas Asistencia: 14.500 espectadores Árbitros: Luigi Lamonica (ITA), Ilija Belošević (SRB), Sreten Radović (CRO) |  |

## Medallero
|        |         |       |
| España | Francia | Rusia |

## Quinteto Ideal
| Posición  | Jugador                   | País                |
| --------- | ------------------------- | ------------------- |
| Base      | Bo McCalebb               | Macedonia del Norte |
| Escolta   | Tony Parker               | Francia             |
| Alero     | Juan Carlos Navarro (MVP) | España              |
| Ala-Pívot | Andrei Kirilenko          | Rusia               |
| Pívot     | Pau Gasol                 | España              |

## Clasificación final
| Ranquin | Equipo               | Récord |
| ------- | -------------------- | ------ |
| 1       | España               | 10-1   |
| 2       | Francia              | 9-2    |
| 3       | Rusia                | 10-1   |
| 4       | Macedonia del Norte  | 7-4    |
| 5       | Lituania             | 8-3    |
| 6       | Grecia               | 7-4    |
| 7       | Eslovenia            | 6–5    |
| 8       | Serbia               | 5–6    |
| 9       | Alemania             | 4–4    |
| 9       | Finlandia            | 3–5    |
| 11      | Turquía              | 3–5    |
| 11      | Georgia              | 2-6    |
| 13      | Croacia              | 2–3    |
| 13      | Bulgaria             | 2–3    |
| 13      | Gran Bretaña         | 2–3    |
| 13      | Israel               | 2–3    |
| 17      | Ucrania              | 2–3    |
| 17      | Polonia              | 2–3    |
| 17      | Bosnia y Herzegovina | 2–3    |
| 17      | Italia               | 1–4    |
| 21      | Montenegro           | 1–4    |
| 21      | Letonia              | 0–5    |
| 21      | Bélgica              | 0–5    |
| 21      | Portugal             | 0–5    |

## Plantillas de los 4 primeros clasificados
1 España: Pau Gasol, Rudy Fernández, Ricky Rubio, Juan Carlos Navarro, José Manuel Calderón, Felipe Reyes, Víctor Claver, Fernando San Emeterio, Sergio Llull, Marc Gasol, Serge Ibaka, Víctor Sada. Entrenador: Sergio Scariolo
2 Francia: Joakim Noah, Nicolas Batum, Kevin Seraphin, Andrew Albicy, Charles Lombahe-Kahudi, Tony Parker, Ali Traoré, Florent Piétrus, Nando de Colo, Boris Diaw, Steed Tchicamboud, Mickaël Gelabale. Entrenador: Vincent Collet
3 Rusia: Andrej Voroncevič, Timofey Mozgov, Sergej Bykov, Vitalij Fridzon, Aleksej Šved, Nikita Šabalkin, Víktor Jriapa, Semёn Antonov, Sergéi Monia, Dmitrij Chvostov, Anton Ponkrašov, Andréi Kirilenko. Entrenador: David Blatt
4 Macedonia:
Dimitar Mirakovski, Vlado Ilievski, Darko Sokolov, Lester McCalebb, Vojdan Stojanovski, Damjan Stojanovski, Marko Simonovski, Todor Gečevski, Pero Antić, Ivica Dimcevski, Gjorgji Čekovski, Predrag Samardžiski. Entrenador: Marin Dokuzovski

## Canales de TV que retransmitieron el Eurobasket 2011
| País                 | Canal                 |
| -------------------- | --------------------- |
| Albania              | SuperSport Albania    |
| Argentina            | DirecTV               |
| Bélgica              | Be TV                 |
| Bélgica              | TELENET               |
| Bosnia y Herzegovina | BHRT                  |
| Brasil               | SporTV                |
| Brasil               | ESPN Brasil           |
| Brasil               | TV Esporte Interativo |
| Bulgaria             | BNT                   |
| Croacia              | HRT                   |
| República Checa      | ČTV                   |
| República Checa      | Sport 1               |
| Chipre               | Lumiere TV            |
| Dinamarca            | Viasat Sport          |
| Gran Bretaña         | ESPN                  |
| Gran Bretaña         | BBC Red Button        |
| Estonia              | Viasat Sport          |
| Finlandia            | Viasat Sport          |
| Finlandia            | Nelonen Pro           |
| Francia              | Sport+                |
| Macedonia            | Sitel and Sitel 3     |
| Georgia              | 1TV                   |
| Alemania             | Sport1                |
| Grecia               | ERT                   |
| Hungría              | Sport 1               |
| Israel               | IBA                   |
| Israel               | Charlton              |

| País           | Canal             |
| -------------- | ----------------- |
| Italia         | RAI               |
| Letonia        | TV6               |
| Lituania       | TV3               |
| Lituania       | Viasat Sport      |
| Japón          | J Sports          |
| Montenegro     | RTCG              |
| Noruega        | Viasat Sport      |
| Filipinas      | Basketball TV     |
| Polonia        | TVP               |
| Portugal       | Sport TV          |
| Catar          | Al Jazeera Sports |
| Rusia          | NTV Plus          |
| Rusia          | Russia 2          |
| Rumanía        | Sport 1           |
| Serbia         | RTS               |
| Eslovaquia     | Sport 1           |
| Eslovenia      | RTVSLO            |
| Eslovenia      | ASPN              |
| Sudáfrica      | SuperSport        |
| España         | La Sexta          |
| España         | Marca TV          |
| Suecia         | TV10              |
| Taiwán         | Videoland         |
| Turquía        | NTV Spor          |
| Ucrania        | 2+2               |
| Estados Unidos | ESPN3             |

| Predecesor: Polonia 2009 | Eurobasket XXXVII edición | Sucesor: Eslovenia 2013 |